# Elon’m Mario Metonou
Elon’m Mario Metonou procureur de la République près le tribunal de première instance de première classe de Cotonou puis nommé procureur spécial près la Cour de répression des infractions économiques et du terrorisme (CRIET).

## Biographie

### Origines et études
Elon’m Mario Metonou est né d'un père administrateur des finances à la retraite. Il est diplômé de l’École nationale d’administration en qualité d’inspecteur de travail et de la sécurité sociale en 2001. Il obtient une maîtrise en droit des affaires et carrière judiciaire l’année qui a suivi. Mais entre-temps, admis au concours des auditeurs de justice, il retourne à l’École nationale d’administration et de magistrature pour en sortir en 2009,.

## Carrière

### Avant la Criet
Avant d'être nommé procureur spécial à la Criet, le magistrat Elon’m Mario Metonou exerçait en tant que procureur de la République près le tribunal de première instance de première classe de Cotonou. Il occupe cette fonction depuis le 30 août 2018. Avant cela, il est juge d'instruction au 7e cabinet du tribunal de Cotonou pendant cinq ans. En 2016, il est promu premier substitut du procureur de la République.

### Nomination à la Criet
Lors du conseil des ministres du mercredi 6 janvier 2021, il est nommé procureur spécial de la cour de répression des infractions économiques et du terrorisme. Il succède ainsi à Ulrich Gilbert Togbonon,,,,.